# Templo de Antonino e Faustina
Templo de Antonino e Faustina é um templo romano antigo em Roma, Itália, localizado na Via Sacra do Fórum Romano, do lado oposto da Regia. Na Idade Média, foi transformado na igreja de San Lorenzo in Miranda, o que acabou por ajudar a preservá-lo.

## Templo
O templo foi construído em 141 pelo imperador romano Antonino Pio e era inicialmente dedicado a sua falecida e deificada esposa, Faustina. Quando o próprio Antonino foi deificado depois de morrer em 161, o templo foi rededicado ao casal por determinação de seu sucessor, Marco Aurélio.
O edifício foi construído numa plataforma elevada feita com grandes blocos de tufo vulcânico (peperino). A mais antiga das duas inscrições dedicatórias diz DIVO ANTONINO ET DIVAE FAUSTINAE EX S.C., que significa "Ao divino Antonino e à divina Faustina por decreto do Senado".
As dez monolíticas colunas coríntias no pronau tem 17 metros de altura. Os ricos baixo-relevos do friso sob a cornija, de grifos, candelabros e guirlandas, foram muito copiados entre os séculos XVI e XIX.

## Igreja
O templo foi convertido em uma igreja conhecida como San Lorenzo in Miranda provavelmente já no início do século VII, mas somente no "Mirabilia Urbis Romae", um guia medieval de Roma do século XI, é que se atesta a sua existência pela primeira vez. O termo "Miranda" pode ser uma referência à uma patrona. Na época acreditava-se que ali teria sido martirizado São Lourenço de Roma.
Acredita-se que as profundas ranhuras visíveis nas colunas sejam marcas de uma tentativa medieval de demolir o pórtico e seus pilares, seja para reaproveitar o material ou para destruir o que ainda era visto como um templo pagão. Foi também na Idade Média que se construiu uma escadaria do lado fórum, mas atualmente é impossível entrar por ali, pois há um vão de aproximadamente seis metros entre o final dos degraus e a porta verde de bronze. Antes das escavações arqueológicas, o nível do solo ficava na altura da porta. Escavações na frente da igreja foram realizadas em 1546, 1810 e periodicamente a partir de 1876.
Em 1429-30, o papa Martinho V deu a igreja ao Collegio degli Speziali ("Univeridade dos Químicos e Herbalistas"), na época conhecido oficialmente como Universitas Aromatorium. O edifício vizinho ainda é utilizado por ele e abriga um pequeno museu cujo destaque é um recibo assinado por Rafael. As capelas laterais na igreja foram construídas depois desta data.
A igreja foi parcialmente demolida e as capelas laterais, removidas, em 1536, com o objetivo de restaurar o antigo templo à sua condição original para a visita do imperador Carlos V. A igreja, agora restrita à cela do templo, foi remodelada em 1602 por Orazio Torriani, criando uma nave única com três novas capelas laterais. O altar-mor exibe um "Martírio de São Lourenço" (1646), de Pietro da Cortona, ao passo que a primeira capela na esquerda tem uma "Madona com o Menino e Santos" (1626) de Domenichino.
A cristianização é responsável pela sobrevivência da cela e do pórtico do templo, embora todo o revestimento de mármore da cela tenha sido retirado. Curiosamente, a igreja não tem a usual abside na extremidade oriental, pois a obra para construir uma poderia comprometer a integridade estrutural do templo.

## Galeria

Imagens da igreja
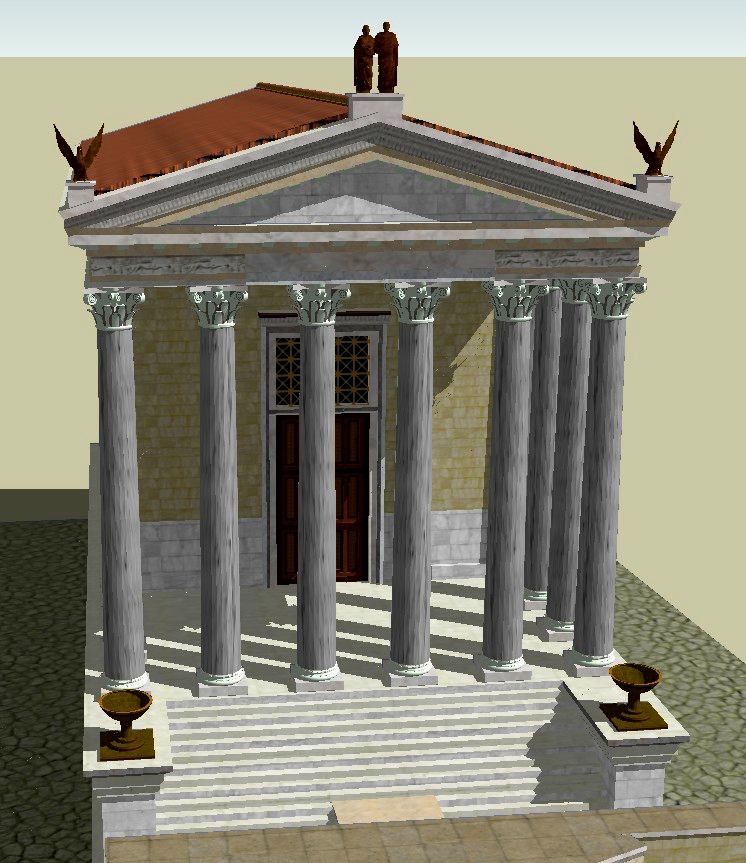
Reconstrução do templo original.
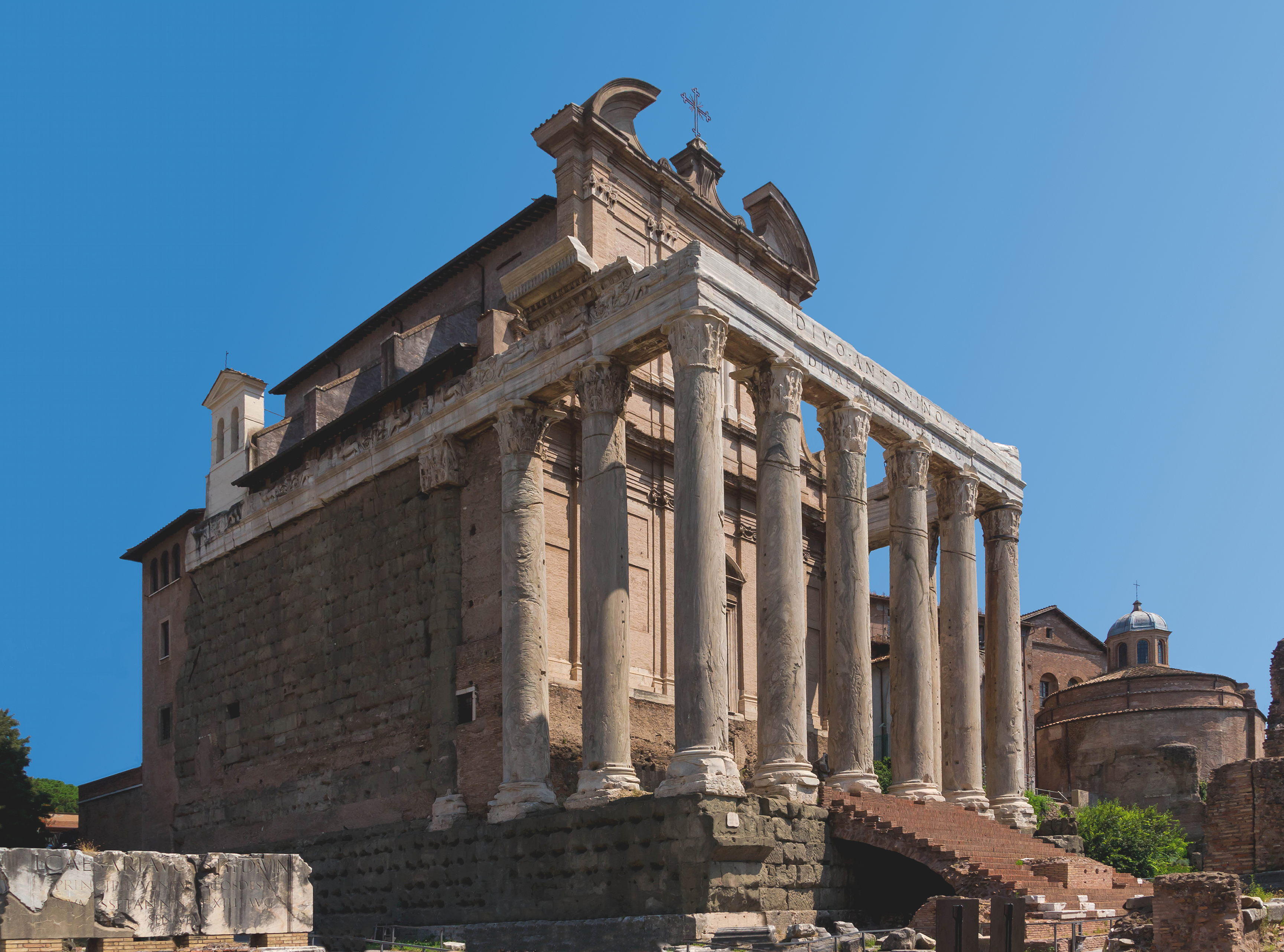
Vista lateral e a cela preservada do templo antigo.
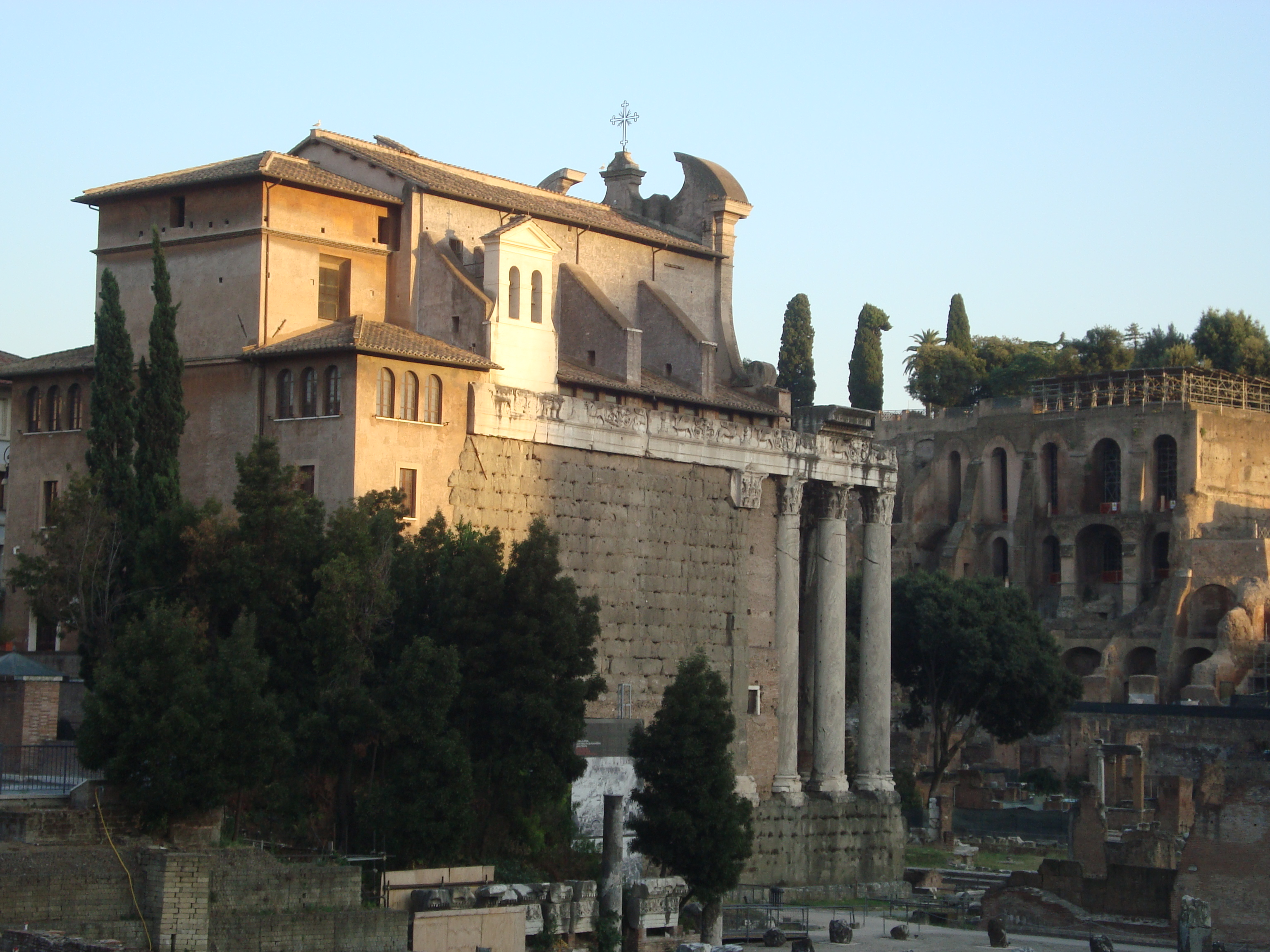
Vista do fundo e as adições barrocas.
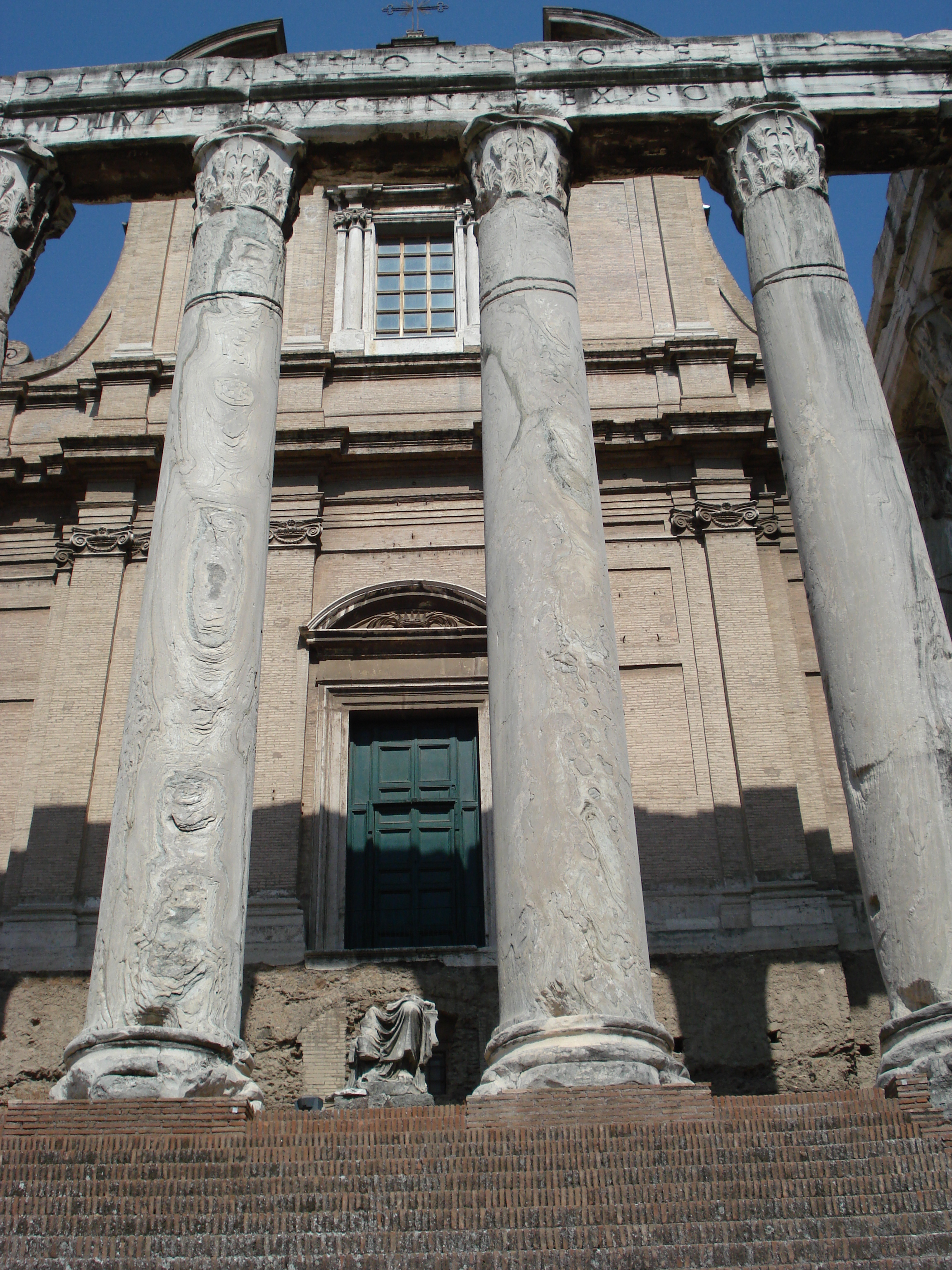
Colunas arranhadas e o vão que separa a escada do nível da antiga porta.